# サンタクルズシンジケート
サンタクルズシンジケート（Santa_Cruz_Syndicate、UCIチームコード：SCB）は、サンタクルズ・バイシクルズがスポンサーを務めるアメリカ合衆国のマウンテンバイクのプロレーシングチームで、ダウンヒルカテゴリーでワールドカップや世界選手権、国内レベルの大会に参戦している。
2006年に設立された。
現在のライダーラインナップは、UCI男子エリートのローリー・グリーンランド、UCI女子エリートのニーナ・ホフマン、そしてUCI男子ジュニアDH世界チャンピオンのジャクソン・ゴールドストーン。

## 歴史

### 2006
設立初年度、スティーブ・ピートはUCIマウンテンバイク・ワールドカップで優勝した。

### 2008
2008年はグレッグ・ミナーがシンジケートに移籍した最初の年であり、サム・ヒルやジー・アサートンを抑えてUCIマウンテンバイク・ワールドカップで優勝し、すぐに頭角を現した。また、2008年はジョシュ・ブライセランドにとってもシンジケート移籍1年目であり、UCIジュニア・ダウンヒル世界選手権で優勝した。

### 2009
2009年はスティーブ・ピートがUCI世界選手権で優勝した年である。グレッグ・ミナーは2位に入賞し、シンジケートはマッドカッツ・ファクトリー・チームに次ぐUCIダウンヒルランキング1位となった。

### 2010
2010年、ミナーはUCIマウンテンバイク・ワールドカップのダウンヒルで2位、UCIマウンテンバイク＆トライアル世界選手権で3位となった。

### 2014
2014年はジョシュ・ブライセランドの年だった。"ラットボーイ "はワールドカップレースで2勝し、UCIマウンテンバイク・ワールドカップのDH部門で総合優勝、さらにイギリスのDHナショナルチャンピオンにも輝いた。

### 2017
グレッグ・ミナーが29インチバイクに乗り始めた最初のシーズン、UCIマウンテンバイク・ワールドカップの総合優勝を目前にしていたが、モン・サント・アンヌでの失格と最終戦ヴァル・ディ・ソーレでのメカニカルトラブルで3位に後退。

## 受賞歴
2006

UCIマウンテンバイク・ワールドカップ第3戦／ドイツウィリンゲン大会／DH部門1位：スティーブ・ピート

UCIマウンテンバイク・ワールドカップ／シリーズ総合1位：スティーブ・ピート

2008

イギリス国内マウンテンバイク選手権／DH部門1位：StevePeat

イギリス国内マウンテンバイク選手権／ジュニアDH部門1位：ジョシュ・ブライスランド

UCIマウンテンバイク・ワールドカップ第1戦／スロベニア、マリボル大会／DHクラス2位：スティーブ・ピート

UCIマウンテンバイク・ワールドカップ第2戦／アンドラ、ヴァルノルド／DH3位：グレッグ・ミナー

UCIマウンテンバイク・ワールドカップ第3戦／スコットランド、フォートウィリアム／DH1位：グレッグ・ミナー

UCIマウンテンバイク・ワールドカップ第3戦／スコットランド、フォートウィリアム大会／DH3位：スティーブ・ピート

UCIマウンテンバイク・ワールドカップ第4戦／カナダ、モン＝サント＝アン大会／DH1位：グレッグ・ミナール

UCIマウンテンバイク・ワールドカップ第5戦／カナダ、ブロモント大会／DH2位：グレッグ・ミナー

UCIマウンテンバイク・ワールドカップ第5戦／カナダ、ブロモント大会／DH3位：スティーブ・ピート

UCIマウンテンバイク・ワールドカップ第6戦／オーストラリア、キャンベラ大会／DHクラス1位：グレッグ・ミナー

UCIマウンテンバイク＆トライアル世界選手権／イタリア、リヴィーニョ／ジュニアDH1位：ジョシュ・ブライスランド

UCIマウンテンバイク・ワールドカップ／シリーズ総合1位：グレッグ・ミナー

2009

UCIマウンテンバイク・ワールドカップ第1戦／南アフリカ／DH1位：グレッグ・ミナー

UCIマウンテンバイク・ワールドカップ第2戦／南アフリカ／DH3位：スティーブ・ピート

UCIマウンテンバイク・ワールドカップ第2戦／フランス、ラ・ブレス大会／DH1位：スティーブ・ピート

UCIマウンテンバイク・ワールドカップ第3戦／アンドラ・ヴァルノルド／DH1位：スティーブ・ピート

UCIマウンテンバイク・ワールドカップ第3戦／アンドラ・ヴァルノル／ドDH3位：グレッグ・ミナー

UCIマウンテンバイク・ワールドカップ第1戦／スロベニア、マリボル／DH1位：グレッグ・ミナー

UCIマウンテンバイク・ワールドカップ第3戦／オーストリア、レオガング大会／DH1位：グレッグ・ミナー

UCIマウンテンバイク・ワールドカップ第5戦／イタリア、ヴァル・ディ・ソーレ／DH2位：グレッグ・ミナー

UCIマウンテンバイク・ワールドカップ第6戦／アメリカ、ウィンダム／DH2位：グレッグ・ミナー

2010

UCIマウンテンバイク・ワールドカップ／シリーズ総合2位：グレッグ・ミナー

カナダ、モン＝サント＝アン、UCIマウンテンバイク＆トライアル世界選手権／DH部門3位：グレッグ・ミナー

2011

ブリティッシュ・ナショナル・マウンテンバイク第3戦／DH部門1位：ジョシュ・ブライスランド

UCIマウンテンバイク・ワールドカップ／カナダ、モン・サン・アン／DH2位：ジョシュ・ブライスランド

UCIマウンテンバイク・ワールドカップ／南アフリカ、ピータマリッツバーグ／DH部門2位：グレッグ・ミナー

UCIマウンテンバイク・ワールドカップ／スコットランド、フォートウィリアム／DH1位：グレッグ・ミナー

UCIマウンテンバイク・ワールドカップ／フランス、ラ・ブレス／DH1位：グレッグ・ミナー

2012

UCIマウンテンバイク・ワールドカップ、ピータマリッツバーグ／南アフリカ／DH部門1位：グレッグ・ミナー

UCIマウンテンバイク＆トライアル世界選手権／オーストリア、レオガング／DH1位-グレッグ・ミナー

2013

UCIマウンテンバイク＆トライアル世界選手権／南アフリカ、ピータマリッツバーグ／DH部門1位-グレッグ・ミナー

UCIマウンテンバイク・ワールドカップ／シリーズ総合3位：グレッグ・ミナー

2014

南アフリカ・ピーテルマリッツバーグDH選手権／1位：グレッグ・ミナー

UCIマウンテンバイク・ワールドカップ第1戦／南アフリカ、ピーテルマリッツバーグ／DH3位-グレッグ・ミナー

UCIマウンテンバイク・ワールドカップ第4戦／オーストリア、レオガング大会／DH2位：グレッグ・ミナー

UCIマウンテンバイク・ワールドカップ第2戦／オーストラリア、ケアンズ大会／DH2位ジョシュ・ブライスランド

UCIマウンテンバイク・ワールドカップ第4戦／オーストリア、レオガング大会／DH1位：ジョシュ・ブライスランド

UCIマウンテンバイク・ワールドカップ第5戦／カナダ、モン・サン・アン大会／DH2位：ジョシュ・ブライスランド

UCIマウンテンバイク・ワールドカップ第6戦／アメリカ、ウィンダム大会／DH1位：ジョシュ・ブライスランド

イギリス国内マウンテンバイク選手権／1位：ジョシュ・ブライスランド

UCIマウンテンバイク・ワールドカップ第7戦／フランス、メリベル大会／DH3位：ジョシュ・ブライスランド

UCIマウンテンバイク・ワールドカップ／DH総合1位：ジョシュ・ブライスランド

UCIマウンテンバイク＆トライアル世界選手権／ノルウェー・ハフィエル／DH2位：ジョシュ・ブライスランド

## 2008-2016 チームメンバー
スティーブ・ピート ( GBR )	1974年6月17日

グレッグ・ミナー ( RSA )	1981年11月13日

ジョシュ・ブライスランド ( GBR )	1990年3月23日

## 2017-2020 チームメンバー
グレッグ・ミナー ( RSA )	1981年11月13日

ルカ・ショー (アメリカ)	1996年12月25日

ロリス・ベルジェ ( FRA )	1996年7月5日

## 2021 チームメンバー
グレッグ・ミナール ( RSA )	1981年11月13日

ルカ・ショー (アメリカ)	1996年12月25日

## 2024 チームメンバー
ニーナ・ホフマン ( GER )

ローリー・グリーンランド (GBR)	1997年2月18日

ジャクソン・ゴールドストーン (CAN)	2004年2月10日